# 212374 Vellerat
212374 Vellerat este o planetă minoră (asteroid) din centura de asteroizi. A fost descoperită pe 21 aprilie 2006 la Vicques⁠(d) de Michel Ory⁠(d). 
Obiectul prezintă o orbită caracterizată de o semiaxă mare de 2,1861993859776 UAi, o excentricitate de 0,17621148411895, o înclinație de 6,8457972505356 ° în raport cu ecliptica.